# Coefficiente di comprimibilità cubica
Il coefficiente di comprimibilità cubica è una relazione che indica l'entità della compressione di un corpo sottoposto a degli sforzi normali. È dato da:
{\displaystyle \beta ={\frac {1}{\rho }}\left({\frac {\partial \rho }{\partial p}}\right)_{T}}
dove ρ è la densità di riferimento, T indica la dipendenza dalla temperatura e p è la pressione indotta. Poiché l'aumento di pressione porta all'aumento della densità, per utilizzare valori positivi si usa il segno positivo.
Il coefficiente ha le dimensioni di una lunghezza al quadrato divisa per una forza [L2F−1], quindi l'unità di misura è m2/N.
Si consideri {\displaystyle v={\frac {1}{\rho }}} dove v è il volume specifico del corpo. Derivando e sostituendo si ottiene
{\displaystyle \rho \operatorname {d} v+v\operatorname {d} \rho =0\longrightarrow {\frac {\operatorname {d} \rho }{\rho }}=-{\frac {\operatorname {d} v}{v}}}.
Si ottiene quindi per sostituzione un'ulteriore forma della relazione:
{\displaystyle \beta =-{\frac {1}{v}}\ \left({\frac {\partial v}{\partial p}}\right)_{T}}